# Latreilliidae
Famille
Les Latreilliidae sont une famille de crabes. Elle comprend sept espèces actuelles et une fossile dans trois genres dont un fossile.

## Liste des genres
Selon World Register of Marine Species (27 septembre 2019) :
- Eplumula Williams, 1982
- Latreillia Roux, 1830
- †Heeia Wright & Collins, 1972

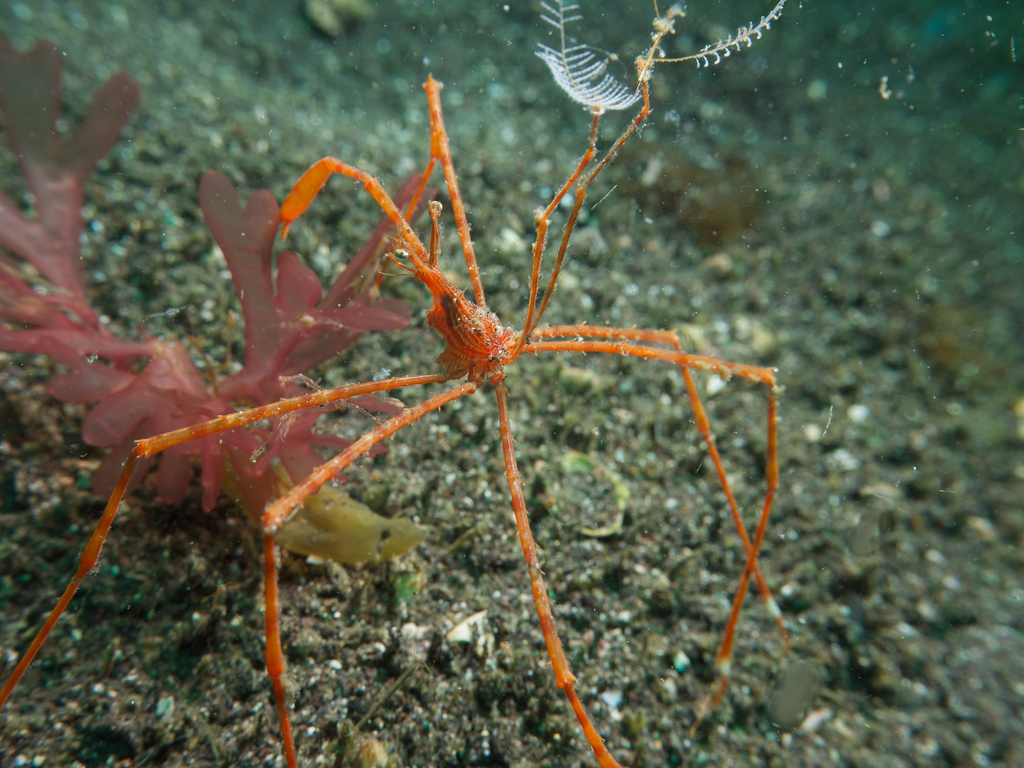
Eplumula phalangium
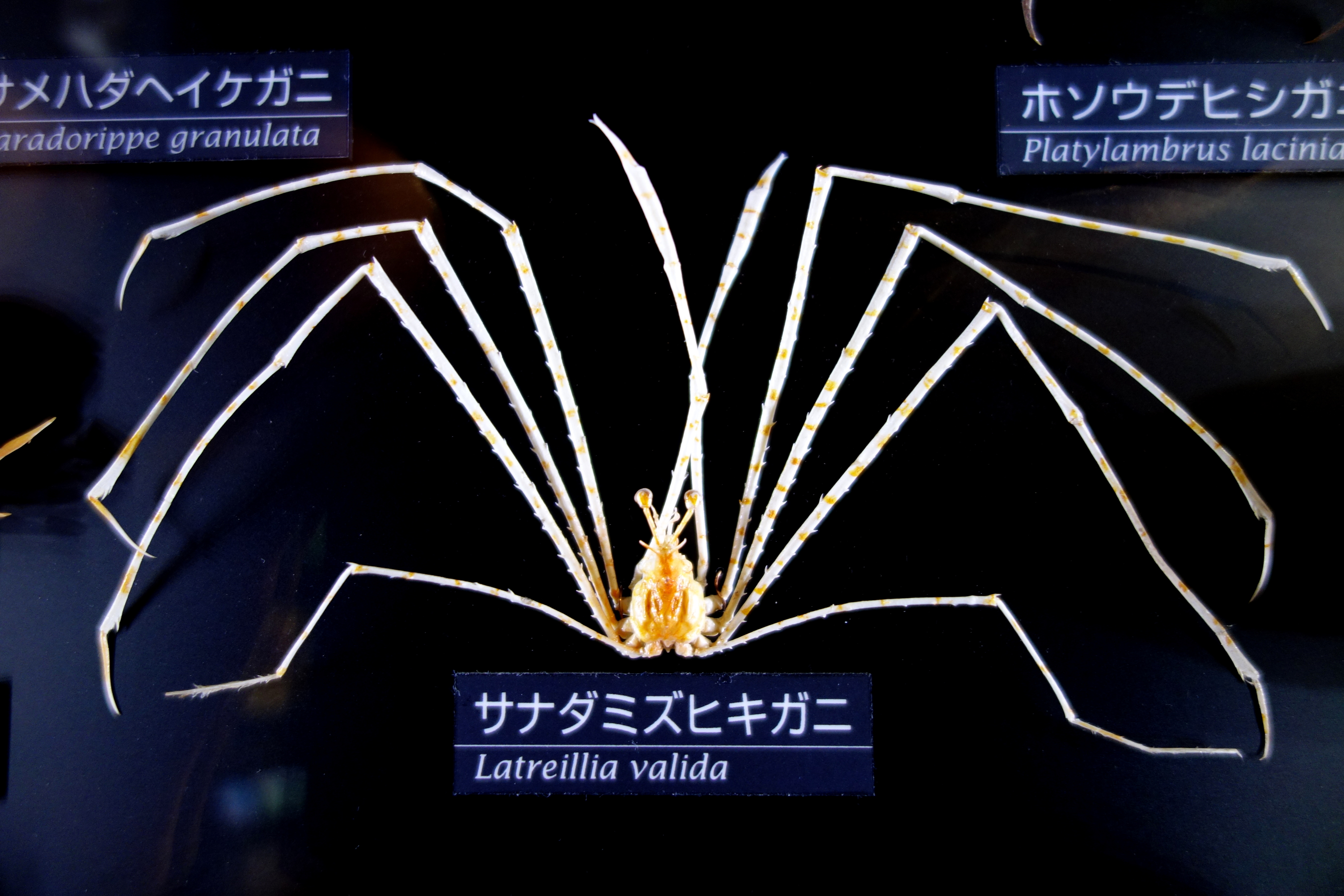
Latreillia valida

## Référence
- Stimpson, 1858 : Prodromus descriptionis animalium evertebratorum, quae in Expeditione ad Oceanum Pacificum Septentrionalem, a Republica Federata missa, Cadwaladaro Ringgold et Johanne Rodgers Ducibus, observavit et descripsit. Pars VII. Crustacea Anomura. Proceedings of the Academy of Natural Sciences of Philadelphia, vol. 10, n. 7, p. 225–252.

## Sources
- Ng, Guinot & Davie, 2008 : Systema Brachyurorum: Part I. An annotated checklist of extant brachyuran crabs of the world. Raffles Bulletin of Zoology Supplement, n. 17, p. 1–286.
- De Grave & al., 2009 : A Classification of Living and Fossil Genera of Decapod Crustaceans. Raffles Bulletin of Zoology Supplement, n. 21, p. 1-109.